# Carlyleia marilandica
Carlyleia marilandica är en stekelart som beskrevs av Girault 1916. Carlyleia marilandica ingår i släktet Carlyleia och familjen finglanssteklar. Inga underarter finns listade.